# La Acebeda
La Acebeda è un comune spagnolo di 51 abitanti situato nella comunità autonoma di Madrid.